# Gran Cortafuegos

Topología simplificada de la gran firewall de China.

El Gran Cortafuegos (Great Firewall, juego de palabras en inglés que literalmente se podrían traducir como "Gran Muralla de Fuego", en referencia a la Gran Muralla china o Great Wall), llamado oficialmente Proyecto Escudo Dorado (en chino: 金盾工程; pinyin: jīndùn gōngchéng), supone la censura y la vigilancia de Internet por el Ministerio de Seguridad Pública (MPS) de la R.P. China. El proyecto se inició en 1998 y comenzó sus operaciones en noviembre de 2003.

## Historia
Internet llegó a China en 1994, como una consecuencia inevitable y herramienta de apoyo de la "economía socialista de mercado". Gradualmente, junto con el aumento de la penetración de Internet, se fue transformando en una plataforma de comunicación común y una herramienta para el intercambio de información.
En 1998, se inició el Proyecto Escudo Dorado. La primera parte del proyecto duró ocho años, para completarse en 2006. Se estimaba que sería terminado en 2008. Según la Televisión Central China (CCTV), hasta el año 2002, los trabajos preliminares del Proyecto Escudo Dorado costaron unos 800 millones de dólares de los EE. UU..
El 6 de diciembre de 2002, 300 personas a cargo del proyecto de Escudo de Oro de 31 provincias y ciudades de China participaron en un evento de cuatro días titulado "Exposición sobre el Sistema de Información chino". En la exposición, muchos productos occidentales de alta tecnología incluyendo seguridad en Internet, vídeo vigilancia y reconocimiento facial, se adquirieron. Se estima que entre 30.000 y 50.000 policías están empleados en este gigantesco proyecto. La segunda parte del proyecto empezó en 2006 y fue completada en 2008.
Una parte importante del proyecto incluye la capacidad de bloquear contenidos, prohibiendo las direcciones IP desde los que se distribuyan, y se compone de cortafuegos (firewall) y servidores proxy en Internet. El sistema también se involucra de forma selectiva en la intervención de DNS para determinados sitios, cuando se solicitan. El gobierno no parece hacer un estudio sistemático de los contenidos de Internet, ya que parece ser técnicamente inviable.
En julio de 2007, las autoridades intensificaron la vigilancia y el control del llamado El Gran Cortafuegos, causando la interrupción del correo electrónico, anticipándose a la reunión de la Organización de Cooperación de Shanghái, prevista para agosto de 2007.[cita requerida]
Durante los Juegos Olímpicos de Verano 2008, las autoridades chinas dijeron a los proveedores de Internet que se prepararan para desbloquear el acceso de ciertos cafés de internet, tomas de acceso en las habitaciones de hoteles y centros de conferencias, donde se esperaba que los extranjeros trabajaran o se quedaran.

## Contenido censurado
- Sitios web que pertenecen a grupos ilegales o suprimidas, tales como Falun Gong.
- Fuentes de noticias que a menudo cubren algunos temas tabú como la brutalidad policial, las protestas de la Plaza de Tiananmen de 1989, la libertad de expresión, la democracia y todo lo que pueda vulnerar los principios de la constitución de la República Popular China. Estos sitios incluyen a la Voz de América y la edición china de BBC News.
- Sitios relacionados con el Gobierno de Taiwán, los medios de comunicación, o de otras organizaciones, incluidos los sitios dedicados a contenido religioso.
- Webs que contienen elementos que las autoridades chinas consideran obscenos o pornográficos.
- Sitios de internet relacionados con la actividad delictiva.
- Sitios relacionados con el dalái lama y del Movimiento de Independencia Internacional del Tíbet.
- La mayoría de los sitios de blogs, como blogger.com, WordPress.com, sufren cortes temporales o permanentes.
- Otros sitios web considerados como subversivos.
- Flickr (Yahoo!) y OneDrive (Microsoft).
- Servicios de mensajería como Telegram (véase  bloqueo de acceso).[8]

Los sitios Web bloqueados son indexados en el menor grado por algunos motores de búsqueda chinos, como Baidu y Google China. Esto a veces tiene un impacto considerable sobre los resultados de la búsqueda.
Según The New York Times, Google ha establecido sistemas informáticos en China que intentan acceder a los sitios web alojados fuera del país. Si uno de ellos es inaccesible, se añade a la lista negra de Google China. De cualquier manera, una vez desbloqueados, los sitios web son reindexados.

## Resistencia
Algunos usuarios chinos utilizan varios medios para saltarse el cortafuegos.
- Uso de proxy y programas que lo manejan como Freegate.[11]
- Programas de enrutamiento, como Tor.[12]

## Desbloqueos
Ante la presión internacional, algunos sitios han sido desbloqueados total o parcialmente, como BBC (aunque no la versión en chino mandarín, que sigue censurada), YouTube, Wikipedia, incluyendo la china, redes sociales como Myspace, Facebook y Bravenet, así como las cadenas de noticias CNN y NBC.